# Déforestation en Éthiopie

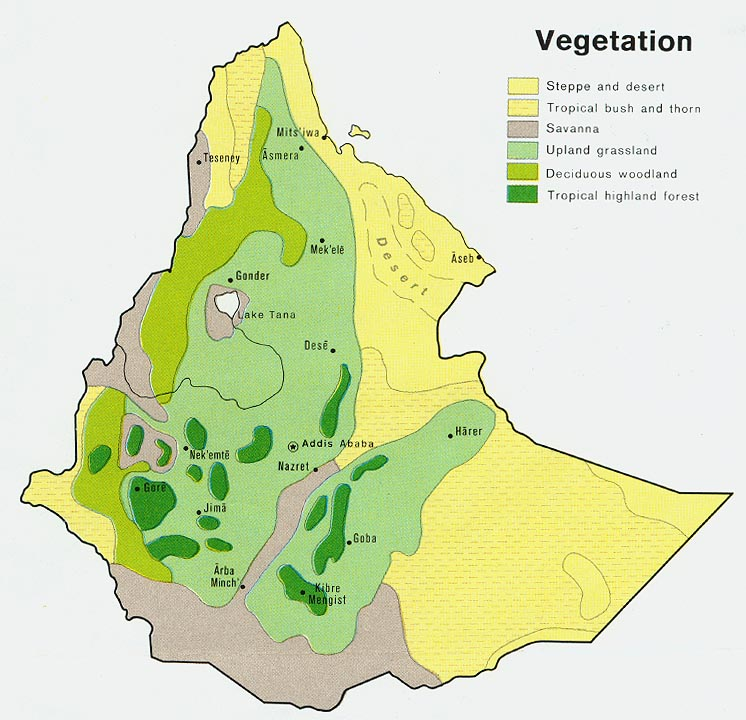
Répartition de la végétation en 1976
(Les bois et forêts sont représentés en vert et kaki)

La déforestation est l'un des problèmes environnementaux majeurs auquel doit faire face l'Éthiopie. Faisant partie des pays les moins développés d'Afrique, l'Éthiopie a une histoire et une culture riche ainsi qu'une grande diversité biologique. L'héritage culturel et naturel est aujourd'hui menacé.
Au début du XXIe siècle, les forêts éthiopiennes s'étendaient sur 43 440 km2, ce qui représente moins de 4 % de la superficie du pays. Comparée à d'autres pays est-africains, la déforestation a atteint en Éthiopie un taux particulièrement élevé.
Au début du XXIe siècle, le pays avait perdu 98 % de ses forêts en un demi-siècle. La couverture forestière est passée de 40 % de la surface du pays à seulement 2,7 %, Selon l'Autorité de Protection de l'Environnement éthiopienne (EPA), 77 % des forêts ont été décimées entre 1980 et 2005, pour satisfaire aux besoins de combustible et de bois de construction des habitants. Le pays perd chaque année plus de 1 400 km2 de forêts qui couvrent aujourd'hui un peu moins de 130 000 km2.
Si la déforestation devait se poursuivre à la même allure, le pays verrait son dernier arbre disparaître vers 2035.

## Causes de la déforestation

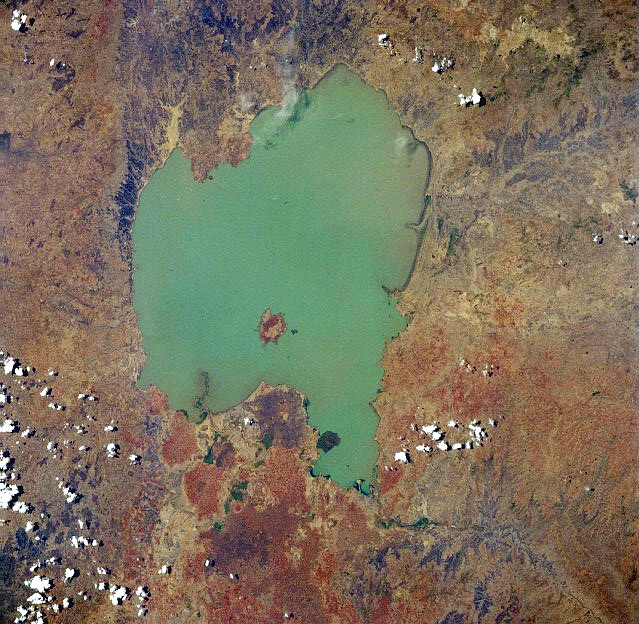
Autour du lac Tana, dans la région Amhara, la déforestation est bien visible
(les forêts apparaissent en vert et en noir)

Les causes de la déforestation sont multiples et ont évolué au cours du temps, en fonction d'évènements historiques qui ont touché le pays. Les problèmes de propriété terrienne, les changements sociaux et politiques, l'augmentation de la population, le développement agricole et l'amélioration des capacités de transport font partie des facteurs les plus importants. L'absence de volonté politique forte durant les périodes de transitions politiques a largement contribué à ce que des zones entières de forêts soient coupées.
Depuis les années 1950 jusqu'à la révolution éthiopienne de 1974, le gouvernement a favorisé la privatisation des terres distribuant des parcelles pour récompenser des fonctionnaires ou des vétérans de guerre. Durant cette période, la mécanisation de l'agriculture était rendue attractive ce qui a eu pour conséquence d'éparpiller les agriculteurs qui se sont notamment installés dans les zones forestières. L'amélioration des moyens de transport et de communication a également participé à l'accélération de la déforestation du fait de la construction de nombreuses infrastructures, notamment des routes.
Entre 1974 et 1987, les forêts ont diminué de 11 %. Cette période fut marquée par des programmes de repeuplement et de développement des fermes d'État dans le but d'améliorer l'agriculture éthiopienne. Cette politique a abouti au déplacement de plusieurs millions d'Éthiopiens qui se sont installés dans tout le pays dans des zones jugées fertiles et qui étaient souvent occupées par des forêts. Ainsi, plus de 100 km2 de forêt furent convertis pour les seules plantations de café.
Par la suite, de nombreuses forêts ont continué à être rasées pour les besoins de l'industrie du bois, l'agriculture, l'extraction du pétrole et pour le développement de villes et villages. En outre, d'autres causes sous-jacentes ont contribué à la déforestation. En effet, compte tenu de l'insécurité alimentaire, les agriculteurs préfèrent transformer des forêts en terres agricoles beaucoup plus rentables.

## Forêts publiques et privées
Lorsque la junte militaire Derg prit le pouvoir en 1975, le socialisme devint l'idéologie directrice du pays et toutes les terres agricoles et les forêts furent nationalisées. Bien que ce système ait démontré dans d'autres pays du monde qu'il n'était pas incitatif et ne favorisait pas la productivité, cette politique fut poursuivie après la chute du régime Derg.
En 1995, le gouvernement a adopté une constitution qui stipule que les forêts, les terres et ressources naturelles sont exclusivement propriété de l'État. Un an plutôt, l'Éthiopie avait adopté un texte introduisant une distinction entre les forêts publiques et privées en disposant que les forêts primaires étaient la propriété de l'État et que celles qui étaient plantées seraient des forêts privées. Ce texte interdisait à quiconque d'utiliser ou récolter du bois, de faire paître des animaux, de chasser ou de s'installer dans une forêt d'État.
Toutefois, dans les faits, cette  politique protectrice n'eut qu'assez peu d'effet sur la déforestation faute de moyen pour en contrôler l'application. En 2000, une nouvelle approche du problème de la propriété des forêts fut initiée avec l'aide d'organisations internationales. L'idée était d'établir un contrat avec l'État dans lequel étaient définies les limites de la forêt, ses propriétaires et ses conditions d'exploitation. En échange, l'État accordait un droit exclusif à ces propriétaires en contrepartie d'une gestion appropriée des forêts.

## Difficultés pour enrayer la déforestation

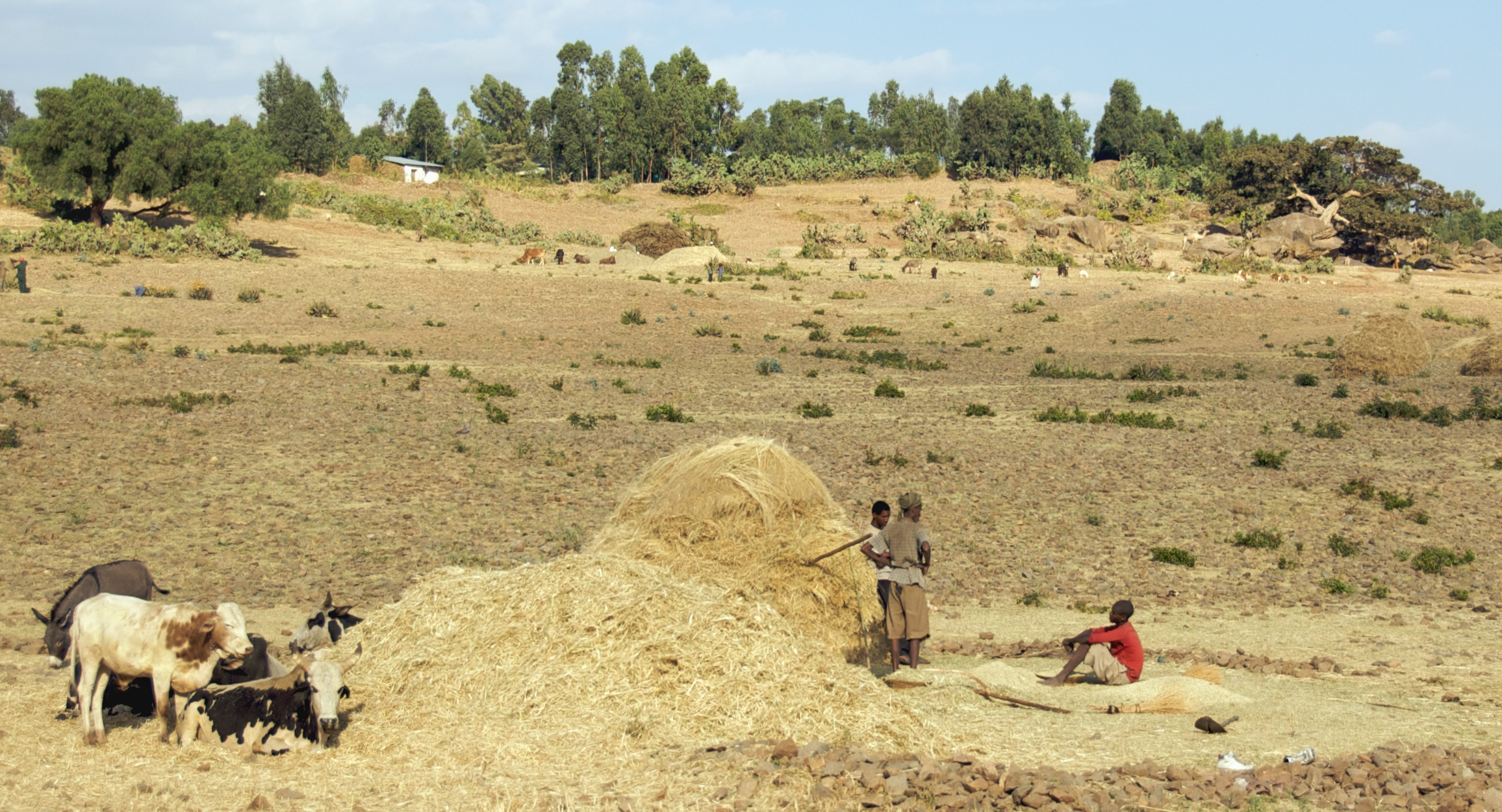
Dans le coin supérieur droit de la photo, on trouve l'un des arbres les plus magnifiques de l'Éthiopie. Il y a eu beaucoup de déforestation en Éthiopie. Les espèces indigènes ont été remplacées par l'eucalyptus.

Les causes et les effets de la déforestation sont extrêmement complexes, de telle sorte qu'il est particulièrement difficile de lutter contre ce phénomène.
Tout d'abord, enrayer la déforestation est très couteux. En effet, la surexploitation forestière et sa disparition progressive étant liées aux besoins alimentaires et économiques du pays, le gouvernement devrait mettre en œuvre des politiques qui permettraient de compenser la perte de revenu qui résulterait de l'arrêt de l'exploitation ou de l'abattage des forêts. De plus, une telle lutte se heurte aux besoins d'expansion de l'industrie éthiopienne ainsi qu'au profit qu'espèrent en retirer les agriculteurs. À titre d'exemple, il est apparu que le café poussant dans les forêts était plus rentable. Les entreprises travaillant dans le secteur sont donc prêtes à payer plus cher les coopératives qui produirait du café dans des zones forestières.
Ensuite, le gouvernement éthiopien ne peut pas lutter seul contre la déforestation. Les intervenants locaux doivent y contribuer mais également les organisations internationales dont les aides constituent une part importante du budget de l'Éthiopie.